# Cataclysm: Dark Days Ahead

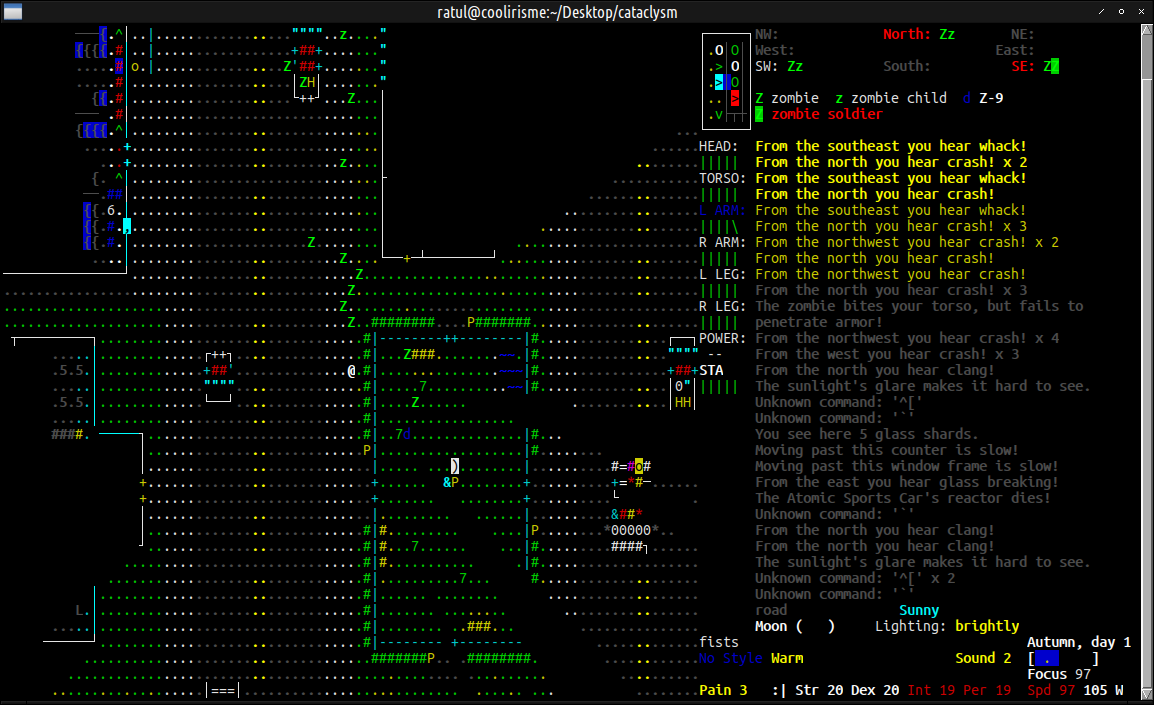
Ingame Screenshot der den Spieler (@) zeigt, wie er von Zombies (Z) verfolgt wird

Cataclysm: Dark Days Ahead (kurz CDDA; engl. für „Katastrophe: Dunkle Tage voraus“) ist ein quelloffenes Rogue-ähnliches Survival-Computerspiel. Es ist ein Fork des originalen Spiels Cataclysm. Cataclysm: Dark Days Ahead bietet sowohl eine auf ASCII-Zeichen basierende Grafik als auch alternativ eine grafische Version mit Kachelgrafik.
Das Spiel kann frei auf der Spiele-Website heruntergeladen werden und der Quelltext ist unter der Creative Commons Lizenz CC BY-SA ebenso frei zugänglich im GitHub-Repository des Projekts verfügbar. Rock, Paper, Shotgun nannte das Spiel 2016 in ihrer Liste „The 50 Best Free Games on PC“ als eines der 50 besten frei verfügbaren Computerspiele für PC.

## Handlung
Die Handlung des Spiels ist im Neuengland der nahen Zukunft angesetzt, nachdem ein katastrophales Ereignis den Großteil der Weltbevölkerung ausgelöscht und verschiedene Monster und Gefahren hervorgerufen hat. Obwohl der Kataklysmus im Wesentlichen einer Zombie-Apokalypse entspricht, sind viele andere verheerenden Vorgänge im Gange, wie zum Beispiel Portalstürme und Invasionen von Fungoiden, Schleimwesen, Comborgs, Triffiden, Lovecraft-artige Monster und Höhlen voller Ratten mit Rattenkönigen. Viele Insekten wie Wespen, Bienen, Ameisen, Käfer, Libellen, sowie auch Schnecken und Spinnen haben aggressive Riesenwuchsformen ausgebildet.

## Entwicklung
Cataclysm: Dark Days Ahead basiert auf Cataclysm, dessen Quelltext im Oktober 2010 als Open Source unter der Creative Commons BY-SA Lizenz auf GitHub veröffentlicht wurde. Der ursprünglichen Entwickler von Cataclysm trat auf der Plattform unter dem Pseudonym „Whales“ auf. Nachdem der Programmierer die Entwicklung etwa 2012 einstellte, spaltete die Community das Spiel Cataclysm: Dark Days Ahead Anfang 2013 in ein neues Repository ab.
Im Juni 2013 wurden per Crowdfunding über Kickstarter.com 9.492 USD von 440 Unterstützern gesammelt, womit ein Vollzeit-Programmierer für dreieinhalb Monate bezahlt werden konnte. Das Ziel der Kampagne war es, mindestens 7.000 Dollar zu erreichen.
Das Spiel wurde mit Hilfe der freien C-Bibliothek ncurses entwickelt, um die textbasierte Grafik darstellen zu können. Später wurde eine SDL-Version mit 2D-Tiles veröffentlicht. Das Spiel wird kontinuierlich massiv weiterentwickelt, so dass teils mehrmals täglich neue „Experimental Builds“ erscheinen. Die letzte stabile Version ist 0.H vom 23. November 2024 mit dem Entwicklungsnamen „Herbert“. Allerdings werden die stabilen Versionen mehr als Momentaufnahmen des Entwicklungsstandes denn als Hauptversion angesehen, während die fortlaufend aktualisierten experimentellen Entwicklungszweige durchaus eine spielbare Version des Spiels darstellen. Viele Spieler bevorzugen es deshalb, diese Versionen zu nutzen, da sie beständig weiterentwickelt werden und neue Inhalte im Vergleich zur Stable-Version bieten.
Im Dezember 2015 wurde ein inoffizieller Launcher für CDDA unter der MIT-Lizenz entwickelt, der dabei hilft, das Spiel sowie Mods von Drittanbietern auf dem aktuellen Stand zu halten.

## Spielprinzip
Wie bei Rogue-artigen Spielen üblich läuft Cataclysm: Dark Days Ahead rundenbasiert ab.
Anders als die meisten Rogue-likes hat das Spiel aber kein vorgegebenes Spielziel: Dem Spieler steht es frei, die prozedural generierte Spielwelt zu erkunden, Gegenden von Monstern zu säubern, mit Nicht-Spieler-Charakteren zusammenzuarbeiten oder einen Unterschlupf und Fahrzeuge zu bauen. Das Gameplay basiert hauptsächlich darauf, von Tag zu Tag zu überleben, während das Spiel Werte wie Hunger, Durst, Moral, Krankheit und Temperatur verwaltet, welche der Spieler im Auge behalten muss, um am Leben zu bleiben. Das Spiel bietet zudem zahlreiche weitere Mechaniken, die den Spieler betreffen, wie etwa Drogenabhängigkeit, Mutationen, gebrochene Knochen und bionische Implantate.

### Spielwelt

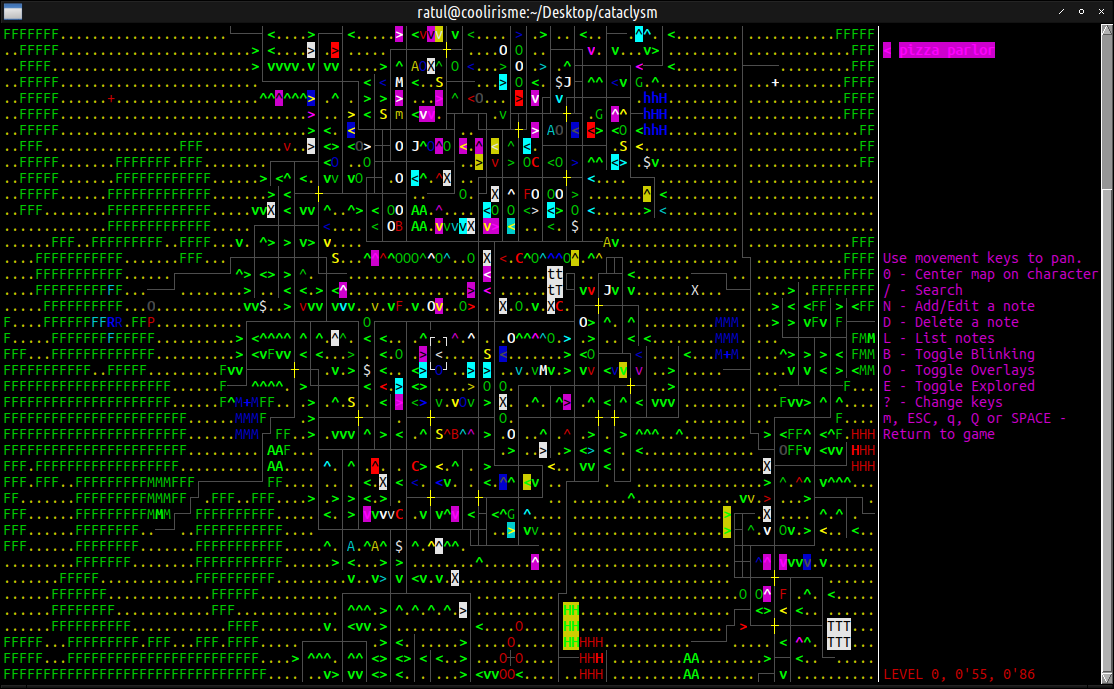
Kartenansicht einer gigantischen Stadt.

Die Spielwelt ist von Spiel zu Spiel persistent. Nach dem Tod eines Charakters kann man einen neuen Charakter in derselben Welt starten. Das Spiel bietet dynamische Witterungsverhältnisse und wechselnde Jahreszeiten, deren Länge bei der Generierung der Welt eingestellt werden kann. Eine typische Spielwelt hat größere und kleinere Städte und Ansiedlungen, Flüsse, Wälder, Brücken und andere Landschaftsmerkmale. Städte und Ansiedlungen beinhalten neben Häusern üblicherweise Gemeinschaftseinrichtungen, wie es sie in der echten Welt gibt, wie Geschäfte, Einkaufszentren, Parkplätze, Schwimmbecken, Krankenhäuser und mehr. Daneben gibt es an abgelegeneren Orten in der gesamten Spielwelt exotischere Einrichtungen wie zum Beispiel Geheimlabore, Militärbasen und Raketensilos.
Neuere Versionen unterstützen auch dreidimensionale Gebäude mit mehreren Stockwerken.

### Charakterentwicklung

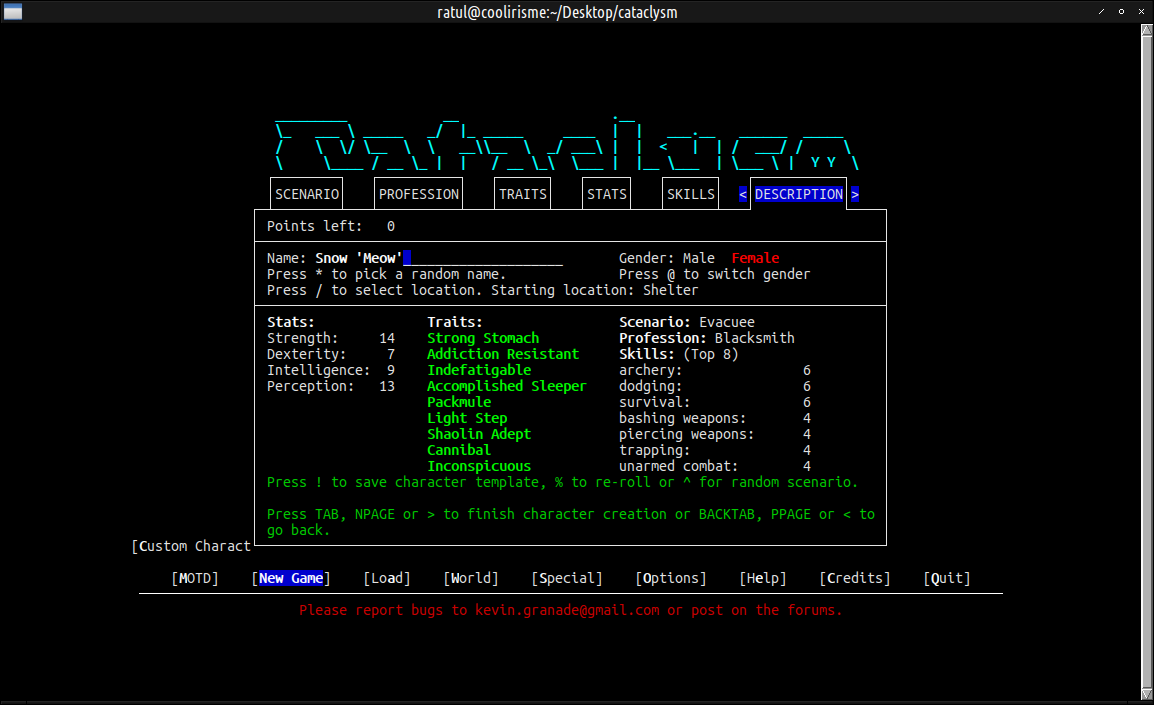
Menü zur Charaktererstellung

Den Spielercharakter kann man entweder zufällig generieren lassen oder manuell nach eigenem Spielstil und Vorzügen konfigurieren. Der Spieler hat dabei die Möglichkeit, aus mehreren verschiedenen Ausgangsszenarien zu wählen. Die Voreinstellung ist das Szenario Evacuee („Evakuierter“), bei dem der Spieler mit geringen Vorräten in einem EVAC-Evakuierungszentrum startet.
Bei der Wahl von schwereren Szenarios wird der Spieler durch zusätzliche Punkte belohnt, die zur Erstellung von stärkeren Charakteren eingesetzt werden können. Wie in den meisten Rogue-likes hat der Spieler außerdem zu Beginn die Wahl zwischen verschiedenen Charakterklassen bzw. Berufen, welche eigene Fertigkeiten und Eigenschaften haben. Bei der Charaktererstellung werden beim Wählen von positiven Wesenszügen Punkte verbraucht. Ebenso werden die Punkte zur Steigerung von Attributswerten wie Stärke und Intelligenz und Fertigkeiten wie Bogenschießen benötigt. Negative Wesenszüge steigern hingegen die Punkte, welche wiederum für positive Wesenszüge, Attributswerte und Fertigkeiten eingesetzt werden können. Wesenszüge, die einen größeren Einfluss auf das Gameplay haben, beanspruchen auch mehr Punkte. Diese sogenannten Traits reichen von kleineren Merkmalen wie „Starke Füße“ oder „Ungeschickt“ bis hin zu spielverändernden Eigenschaften wie „Nachtsicht“ oder „Schizophrenie“, welche weitreichende Folgen auf das Gameplay haben. Die Fertigkeiten können im Spiel schrittweise durch Anwendung und das Lesen von Büchern erhöht werden. Es ist zudem ein optionales „Skill-Rust“-System implementiert, bei dem Fertigkeiten mit der Zeit abnehmen, wenn sie zu selten verwendet werden.
Das Spiel zeigt die aktuelle Verfassung des Charakters in einem Menü an, wo man zum Beispiel Hunger, Durst, Gefühlslagen oder Krankheiten, an denen der Charakter leidet, sehen kann. Um zu überleben, muss der Avatar regelmäßig Nahrung und Wasser zu sich nehmen und von Zeit zu Zeit schlafen, um sich zu erholen und negative Effekte zu vermeiden. Das Menü zeigt auch den Fähigkeitenfortschritt des Spielercharakters und ggf. seiner Gruppenmitglieder.

### Herstellung (Crafting)

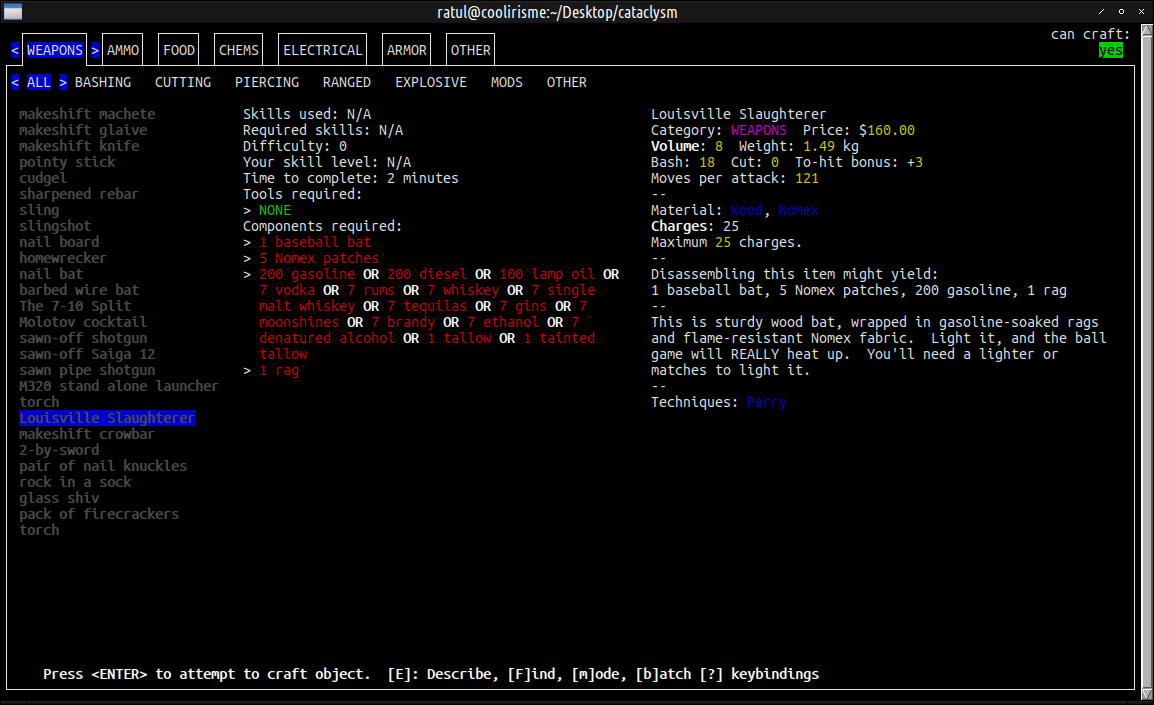
Screenshot des Crafting-Menüs

Im Gegensatz zu den meisten Rogue-likes ist Cataclysm: Dark Days Ahead stark auf Crafting ausgerichtet, da viele Notwendigkeiten wie Kleidung oder Nahrung aus Rohmaterialien hergestellt werden können, welche in der Spielwelt auffindbar sind. Damit die Herstellung erfolgreich ist, braucht der Spieler die benötigten Rohmaterialien sowie Ausrüstung beziehungsweise Werkzeuge. Außerdem ist es erforderlich, Anleitungen der herzustellenden Objekte zu kennen. Diese können durch das Lesen von Büchern, die man zum Beispiel in Bibliotheken, Häusern und Läden findet, freigeschaltet werden. Erfolgreiches Crafting führt zu einer Steigerung der entsprechenden Fertigkeit. Herstellbare Gegenstände sind in Waffen, Munition, Nahrung, Chemikalien, Rüstung und weitere Kategorien eingeteilt, welche wiederum diverse Unterkategorien haben.
Das Crafting kann durch die Verfassung des Spielers, wie zum Beispiel niedrige Stimmungslagen oder Erkrankungen, behindert werden. Ebenso kann es durch Umwelteinflüsse wie unzureichende Beleuchtung oder die Anwesenheit von Monstern in Riech- oder Sichtweite erschwert werden.

### Bau

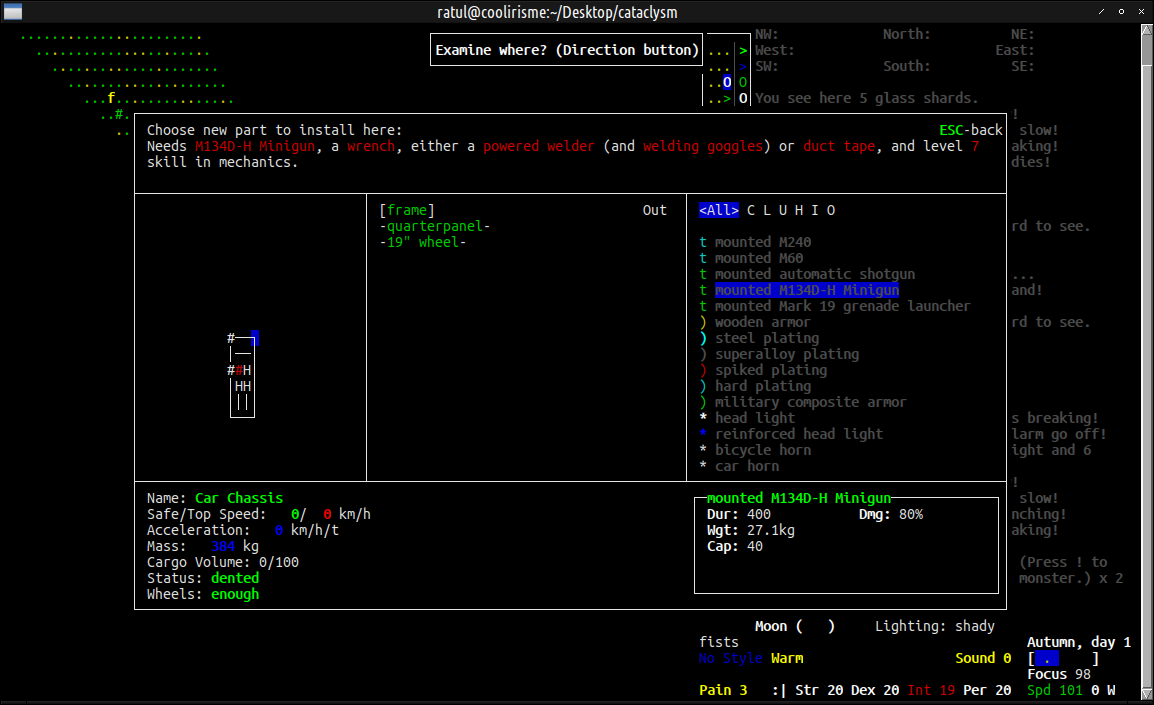
Menü zur Fahrzeugherstellung und -reparatur

CDDA bietet ein komplexes Baumenü, in dem man sowohl einfache Interaktionen ausführen kann, wie das Vernageln von Fenstern mit Brettern oder das Ausheben von Gruben, bis hin zu aufwendigeren Konstruktionen wie dem Bau von verstärkten Betonwänden und Steinmauern, dem Graben eines Brunnens oder der Errichtung eines Fundaments. Wie beim Crafting benötigt das Bauen Rohmaterialien wie etwa Ziegel, Draht oder Nägel. Die Ausrüstung zum Bau kann entweder direkt aus Städten geborgen oder wiederum aus anderen Rohmaterialien hergestellt werden. Zum Großteil ist die Umgebung des Spielers vollständig zerstörbar, was bedeutet, dass der Spieler oder andere Wesen Zäune, Gebäude und andere Strukturen zerstören oder errichten können.
Fahrzeuge können repariert oder sogar von Grund auf neu konstruiert werden. Spieler haben berichtet, dass sie Fahrzeuge verschiedener Größen und Leistungsfähigkeit gebaut haben – von kleinen Quads mit limitiertem Laderaum bis hin zu riesigen „Todesmobilen“ mit mehreren Motoren, Geschütztürmen, Maschinengewehren und integriertem Chemielabor.

### Landwirtschaft
Der Spieler kann Ackerbau betreiben und Getreide, Gemüse, Beeren und andere Büsche wie Baumwolle anbauen, vorausgesetzt, dass er das nötige Saatgut findet. Die Ernte kann für die spätere Verwendung aufgehoben werden, wobei Lebensmittel verderben können. Der geerntete Ertrag kann entweder roh verzehrt oder zu aufwendigeren Erzeugnissen wie Speiseöl, Mehl, Spirituosen, Essig und verpackten Lebensmitteln verarbeitet werden. Die Saison zum landwirtschaftlichen Anbau erstreckt sich üblicherweise vom späten Frühling bis zum frühen Herbst und hängt von der Außentemperatur ab. Alle Pflanzenarten haben unterschiedliche Wachstumsraten und das Wachstum kann durch den Einsatz von kommerziellem oder selbst erzeugtem Dünger beschleunigt werden. Das Ergebnis hängt vom Überlebens-Skill des Charakters ab: Je höher die Fertigkeit, desto höher der Ertrag jeder einzelner Pflanze. Einmal abgeerntet werden die Pflanzen als „tot“ betrachtet und sie hinterlassen Stroh oder verdorrte Pflanzenreste und ein paar Samen. Für Getreide braucht es teilweise Sensen, Sicheln und Dreschflegel oder reparierte Maschinen.

## Rezeption
Das Spiel wurde von englischsprachigen Rezensionen überaus positiv aufgenommen. Rock, Paper, Shotgun nannte es im Oktober 2016 als Nummer 39 auf ihrer Liste der 50 besten frei verfügbaren Computerspiele (The 50 Best Free Games on PC).
Rock, Paper, Shotgun nennt es den „postapokalyptischen Überlebens-Simulator“, den Spiele wie DayZ zu sein anstreben.
Die Autorin des Reviews spricht von einem Spiel, das man für den Rest seines Lebens spielen könne, auch wenn es fünf Leben brauche, um dich davon zu überzeugen.

“Cataclysm is a full-featured life simulator that just so happens to take place when there’s little life left in the world.”

„Cataclysm ist ein voll ausgestatteter Lebenssimulator, der zufällig gerade dann stattfindet, wenn auf der Welt nur noch wenig Leben übrig ist.“

Die Website TouchArcade testete die mobile Version für iOS und kam zu dem Schluss, dass das Spiel zwei große Hürden habe: Zunächst müsse man sich an das User Interface, das häufige Zugriffe auf Software-Tastatur benötigt, gewöhnen. Außerdem sei das Spiel so komplex und tiefgreifend, dass es erheblichen Zeitaufwand erfordert, bis man auch nur wenige Tage in der postapokalyptischen Welt überleben kann.

“If you’re willing to put in the time and patience, however, Cataclysm: Dark Days Ahead is among the best roguelikes currently available on the App Store.”

„Wenn du allerdings gewillt bist die Zeit und Geduld aufzuwenden, befindet sich Cataclysm: Dark Days Ahead unter den besten Rogue-likes, die derzeit im App Store verfügbar sind.“